# Тьма, — и больше ничего
«Тьма, — и больше ничего» (англ. Full Dark, No Stars, дословно: «Полная темнота, никаких звёзд») — сборник четырёх повестей американского писателя Стивена Кинга, опубликованный 9 ноября 2010 года.
Сборник был объявлен 16 февраля 2010 года на официальном сайте автора.
Сборник был включён в список бестселлеров по версии «Publishers Weekly» за 2010 год.

## Повести, вошедшие в сборник
Повести, входящие в этот сборник:
- «1922 год» (англ. 1922).
- «Громила» (англ. Big Driver).
- «На выгодных условиях» (англ. Fair Extension).
- «Счастливый брак» (англ. A Good Marriage).

### 1922 год
Апрель 1930 года. Сидя в номере дешёвого отеля в Омахе, Уилфред Лиланд Джеймс пишет признание о том, как летом 1922 года он убил свою жену Арлетт из-за нежелания продавать ферму и большой участок земли, и последующей за этим убийством цепочке страшных событий.

### Громила
Возвращаясь с выступления в книжном клубе, писательница детективных романов Тесс встречает на просёлочной дороге в Массачусетсе незнакомца и просит его подвести до дома по кратчайшему пути. Но после того, как незнакомец изнасиловал Тесс и бросил умирать, она начинает планировать свою месть.

### На выгодных условиях
Умирающий от рака Дэйв Стритер заключает сделку с дьяволом, после которой Дэйв излечивается от рака и его семье начинает везти по жизни, а его недруга (бывшего одноклассника Тома Гудхью) начинает преследовать череда неудач.

### Счастливый брак
Дарси Андерсон замужем уже 27 лет и воспитала двоих взрослых детей. Когда её муж Роберт находится в очередной командировке, Дарси ищет в гараже батарейки для телевизионного пульта и случайно натыкается на коробку под рабочим столом, содержание которой открывает ей страшное альтер-эго её мужа.

## Издания
Помимо обычного первого издания в твёрдом переплёте издательства «Scribner», которое вышло 9 ноября 2010 года, независимое издательство «Cemetery Dance» опубликовало сборник в декабре 2010 года специальным ограниченным изданием в трёх видах в крупноформатном твёрдом переплёте. Все три издания содержат цветные и чёрно-белые иллюстрации художников Гленна Чадборна (англ. Glenn Chadbourne), Джилл Баумэн (англ. Jill Bauman), Алана М. Кларка (англ. Alan M. Clark) и Винсента Чонга (англ. Vincent Chong). Лицевую и оборотную сторону суперобложки иллюстрировал Томислав Тикулин (англ. Tomislav Tikulin). Первый «подарочный» вид этого издания, стоимостью $75, ограничен тиражом в 1750 экземпляров. Второй вид, стоимостью $350, ограничен тиражом в 750 экземпляров и подписан Стивеном Кингом. Третий вид, стоимостью $1500, ограничен тиражом в 52 экземпляра, пронумерован, подписан Кингом и всеми художниками, а также изготовлен из более дорогостоящих материалов. Все три вида помещены в футляры разного качества.
Переиздание сборника в мягком переплёте, опубликованное в мае 2011 года, содержит дополнительный авторский рассказ «Нездоровье»; позже этот рассказ вошёл в сборник «Лавка дурных снов».

## Экранизации
- Фильм Питера Аскина «Счастливый брак[англ.]» (2014) по последней повести сборника[6].
- Фильм «Громила[англ.]» (2014) производства телеканала «Lifetime» по второй повести[7].
- Фильм Зака Хилдитча «1922» (2017) по первой повести.